# Seithur
Seithur é uma panchayat (vila) no distrito de Virudhunagar, no estado indiano de Tamil Nadu.

## Demografia
Segundo o censo de 2001,  Seithur  tinha uma população de 18,193 habitantes. Os indivíduos do sexo masculino constituem 49% da população e os do sexo feminino 51%. Seithur tem uma taxa de literacia de 57%, inferior à média nacional de 59.5%: a literacia no sexo masculino é de 68% e no sexo feminino é de 47%. Em Seithur, 11% da população está abaixo dos 6 anos de idade.